# Marvin & Chardonnay
Marvin & Chardonnay è un brano musicale del rapper statunitense Big Sean, pubblicato come secondo singolo estratto dal suo album studio di debutto Finally Famous. Il brano figura la collaborazione di Kanye West e Roscoe Dash, ed è stata scritta da Sean, West, Dash e Wansel con la produzione di Andrew "Pop" Wansel. Il singolo è stato reso disponibile il 12 luglio 2011. Nel ritornello di Marvin & Chardonnay, Roscoe Dash fa riferimento allo scomparso cantante R&B/soul music Marvin Gaye ed al vino chardonnay. Originariamente il brano doveva intitolarsi proprio Marvin Gaye & Chardonnay.

## Tracce
- Download digitale

1. Marvin & Chardonnay (featuring Kanye West and Roscoe Dash) -3:43

## Classifiche
| Classifica (2011/2012) | Posizione più alta |
| ---------------------- | ------------------ |
| US Billboard Hot 100   | 32                 |